# Bantarpanjang (Jampang Tengah)
Bantarpanjang is een bestuurslaag in het regentschap Sukabumi van de provincie West-Java, Indonesië. Bantarpanjang telt 3102 inwoners (volkstelling 2010).